# Honeywell
Honeywell je mezinárodní konglomerátní společnost v USA. Byla založena v roce 1906 a k roku 2021 zaměstnávala přibližně 100 tisíc zaměstnanců. Hlavní sídlo společnosti je ve městě Charlotte v Severní Karolíně. Společnost je součástí burzovního indexu Dow Jones Industrial Average.
Zaměřuje se na tyto odvětví:
- Letectví
- Řešení pro automatizaci a řízení
- Speciální materiály
- Dopravní systémy
- Výzkum a vývoj